# Echidna (måne)
Echidna (provisorisk beteckning: S/2006 (42355) 1) är en naturlig satellit till asteroiden 42355 Typhon.
Asteroidmånen upptäcktes den 20 januari 2006 av Keith S. Noll, Harold F. Levison, William M. Grundy och Denise C. Stephens med hjälp av rymdteleskopet Hubble.
Satelliten hade det officiella namnet S/2006 (42355) 1 fram till namngivningen 2006, då det mytologiska namnet Echidna åsattes asteroidmånen. Huvudkomponenten Typhon fick samtidigt sitt egennamn.
Echidnas medelavstånd till Typhon är 1 580±20 kilometer och excentriciteten 0,507±0,009. Omloppstiden är okänd. Den uppskattade diametern är 89 kilometer och massan tillsammans med Typhon uppskattas till 8,7 × 1017±3 × 1016 kg.